# Helopsaltes
Helopsaltes is een geslacht van zangvogels uit de familie Locustellidae. De wetenschappelijke naam van het geslacht is voor het eerst geldig gepubliceerd in 2018 door Alström et al. De naam is ontleend aan het Oudgrieks en betekent moerasmuzikant: helos (ἕλος) moerassige grond en psaltes (ψάλτης), het bespelen van een snaarinstrument.

## Soorten
Het geslacht omvat zes soorten die alle voorkomen in het verre oosten van Azië:
- Helopsaltes amnicola – Stepanyans krekelzanger
- Helopsaltes certhiola – Siberische sprinkhaanzanger
- Helopsaltes fasciolatus – Grote krekelzanger
- Helopsaltes ochotensis – Japanse sprinkhaanzanger
- Helopsaltes pleskei – Koreaanse sprinkhaanzanger
- Helopsaltes pryeri – Japanse grasvogel